# Anne-Lise Gabold
Anne-Lise Gabold, née le 5 octobre 1941, est une actrice et éducatrice danoise.

## Biographie
Anne-Lise Gabold est diplômée de la Det Kongelige Teaters elevskole (no) en 1968.
Elle a joué aux Théâtre royal, Det Ny Teater, Nørrebro Teater (da), Teater Sorte Hest et au Kaleidoskop (da).
À la télévision, elle a joué au théâtre télévisé où elle a tenu notamment le rôle de Julie dans Mademoiselle Julie d'August Strindberg.
Elle a reçu deux statuettes Bodil, celle de la meilleure actrice en 1970 pour son rôle de Vera dans Jazz All Around (Midt i en jazztid) et celle de la meilleure actrice dans un second rôle pour celui de Sybil dans Un divorce heureux en 1976.
Elle a eu deux filles : la restauratrice Louise Gabold, née de son premier mariage avec le metteur en scène et compositeur Ingolf Gabold (en), et l’actrice Gaia Rosberg, issue de son second mariage avec le réalisateur Horacio Munoz Orellana.

## Filmographie

### Au cinéma
- 1969 : Midt i en jazztid : Vera Bagger
- 1971 : King Lear : Cordelia
- 1972 : Farlige kys : Torbens forhenværende kone
- 1972 : Population zéro : Mère in Baby Shop
- 1972 : Præsten i Vejlby : Præstedatteren Marie
- 1973 : Flugten (The Escape) : Birthe
- 1974 : Gangsterfilmen
- 1975 : Un divorce heureux : Sylvie
- 1976 : Hjerter er trumf : Sygeplejerske
- 1980 : Attentat : Tove Madsen
- 1980 : Nocturne
- 1980 : Sådan er jeg osse : Stines fars nye kone
- 1980 : Trællenes børn
- 1980 : Undskyld vi er her : Judith
- 1982 : Mamma : Ilse
- 1983 : Isfugle : Renés fars nye kone
- 1985 : Den kroniske uskyld : Fru Reimer
- 1985 : Elise : Annette
- 1990 : Piger er en plage ! : Lise's veninde
- 1993 : Sort høst : Mona Uldahl
- 1994 : Kærlighed ved første desperate blik : Tenna, bartender
- 2002 : L'Enfant qui voulait être un ours : The Spirit (voix)
- 2005 : Nynne : Annelise
- 2006 : Wellkåmm to Verona : Helena
- 2007 : Daisy Diamond : Mor
- 2008 : Begravelsen

### À la télévision
- 1971 : Sæsonen slutter : Lena
- 1971 : Slå først Jensen : Jensens kone
- 1972 : Nu kan det snart være nok
- 1972 : Fire portrætter : Anjuta (segment 4 Anjuta)
- 1972 : Stoppested
- 1973 : Privatlivets fred
- 1974 : Den stjålne brud
- 1974 : Kys det hele fra mig
- 1981 : Strømmens dag
- 1986 : Tommelskruen
- 1994 : Eva
- 1997 : Bryggeren (da)
- 1999 : Taxa
- 2002 : Rejseholdet
- 2010 : Livvagterne

## Récompenses et distinctions
- (en) Anne-Lise Gabold: Awards, sur l'Internet Movie Database